# アパルトヘイト博物館
座標: 南緯26度14分15.36秒 東経28度0分32.4秒 / 南緯26.2376000度 東経28.009000度
アパルトヘイト博物館（アパルトヘイトはくぶつかん、英語: Apartheid Museum）は、南アフリカ共和国ハウテン州ヨハネスブルグ市都市圏にある博物館。

## 概要
アパルトヘイト時代の歴史資料を保管、展示してある。

## 交通
ゴールド・リーフ・シティに隣接して設置されている。